# Торт з розплавленим шоколадом
Торт з розплавленим шоколадом (англ. Molten chocolate cake) — це французький десерт, який складається з шоколадного коржа з серцевиною з рідкого шоколаду. Десерт названий на честь цього розплавленого центру, а також відомий як фр. mi-cuit au chocolat, фр. chocolat coulant, дос. «(текучий шоколад)», англ. chocolate lava cake (шоколадний лава-кейк) або просто англ. lava cake (лава-кейк). Його не слід плутати з шоколадним фонданом, рецепт якого містить мало борошна, але багато шоколаду та масла, тому воно тане на піднебінні (але не на тарілці).

## Історія
Французький шеф-кухар Мішель Брас сказав, що він винайшов торт у 1981 році, після двох років експериментів, причому його початковим натхненням була сімейна група, яка зігрівалася після катання на лижах, випиваючи гарячий шоколад. Французький шеф-кухар і шоколатьє Жак Торрес підтверджує, що такий десерт існував у Франції у 1980-х роках.
Французький шеф-кухар Жан-Жорж Вонгеріхтен, зі свого боку, сказав, що придумав страву в Нью-Йорку в 1987 році. Він пригадав, як витягнув шоколадний бісквіт із духовки до того, як він був готовий, і виявив, що центр все ще рідкий, але теплий із гарним смаком і текстурою. Йому приписують популяризацію торта з розплавленим шоколадом в Сполучених Штатах, де в 1990-х роках він став обов'язковою частиною десертного меню елітних ресторанів.
Ці два рецепти зовсім не схожі, хоча отриманий вироби схожі. Рецепт Браса складається з двох частин: заморожена серцевина з ганашу, покрита рисовим крохмальним тістом, і випечена у формі. Рецепт Вонгеріхтена простіший: тісто для шоколадного торта, виготовлене зі звичайного борошна, недовго випікається в дуже гарячій духовці. Тому текучий шоколадний центр досягається по-різному в двох рецептах, але рецепт Вонгеріхтена виявився більш популярним, оскільки його легше відтворити.

## Приготування

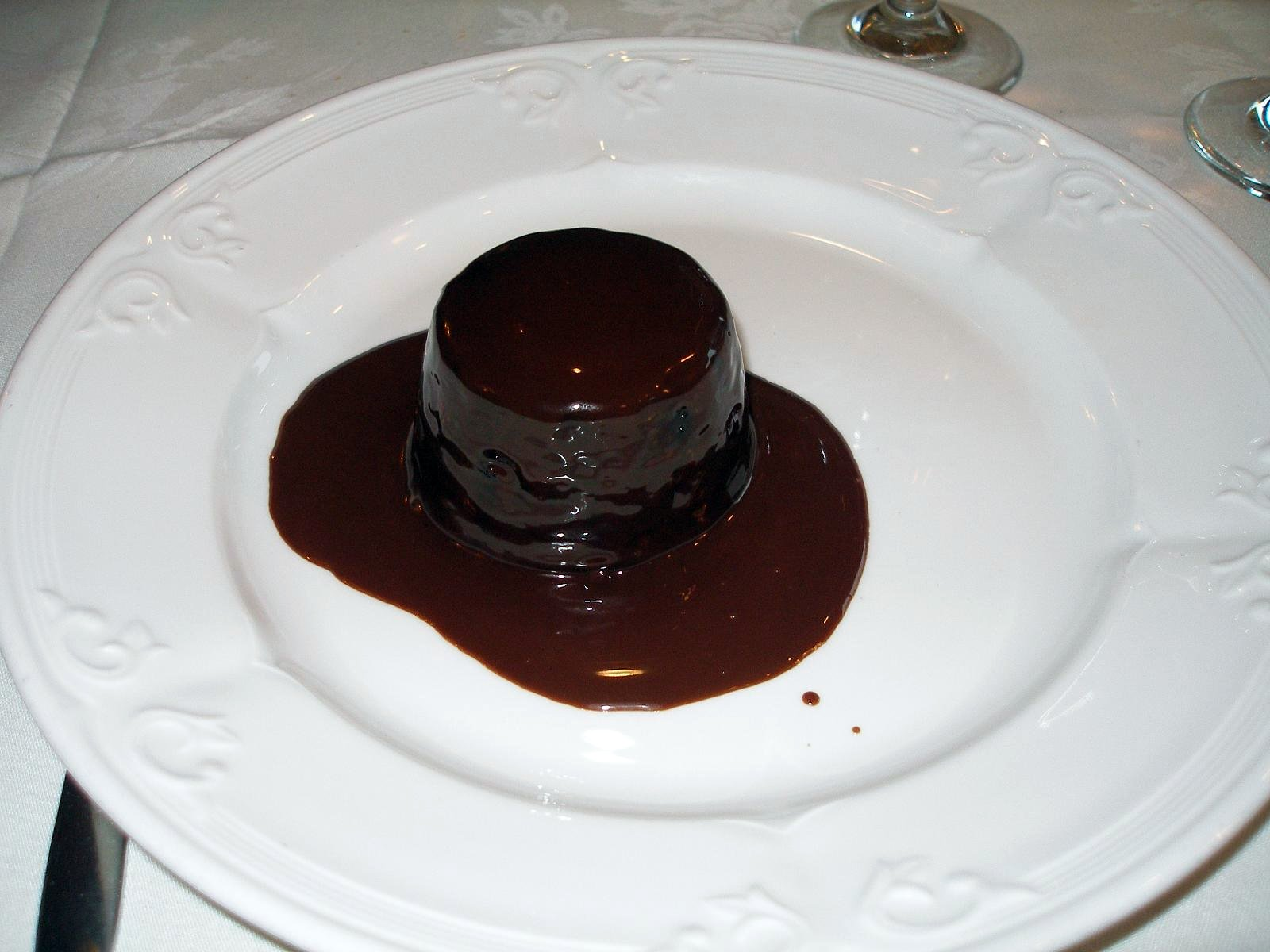
Шоколадний лава-кейк, залитий шоколадним соусом

Торт з розплавленим шоколадом зазвичай містить п'ять інгредієнтів: масло, яйця, цукор, шоколад і борошно. Масло та шоколад розтоплюють разом, тоді як яйця або збивають з цукром, щоб утворити густу пасту, що утворює більш щільну випічку, або відокремлюють білки, збиті в меренгу, щоб забезпечити більший підйом і більш легкий результат. Іноді для посилення смаку шоколаду додають столову ложку міцної кави. Екстракт ванілі, сіль і кориця додатково рекомендуються в деяких випадках для додання додаткового смаку.
Зазвичай кейки випікають окремими порціями у формочках для бріошів. Однак існує ряд творчих варіацій шоколадних лава-кейків або тортів з розплавленого шоколаду, наприклад, приготування кейків у чашці для кави чи чаю. Варіант кейка можна приготувати в мікрохвильовій печі.
Кулька морозива, свіжі фрукти, крапелька фруктового та/або шоколадного соусу та посипання цукровою пудрою є типовими доповненнями. Іноді  гарніром використовують листочки м'яти. 

## Дивись також
- Шоколадний торт
- Клейкий тофі пудинг